# La Patrulla X (sèrie de televisió)
La Patrulla X (títol original en anglès: X-Men: The Animated Series), és una sèrie de televisió animada de superherois que es va estrenar el 31 d'octubre de 1992 als Estats Units a la Xarxa Fox Kids. X-Men va ser el segon intent de Marvel Comics d'una sèrie de televisió animada de la franquícia X-Men després que el pilot, X-Men: Pryde of the X-Men, no fructifiqués.

## Producció
El 1991, Margaret Loesch es va convertir en cap de Fox Children's Network. Després del pilot de X-Men: Pryde of the X-Men del 1989, va encarregar 13 episodis de X-Men. Saban Entertainment va ser contractar per produir la sèrie i un petit estudi anomenat Graz Entertainment per produir els episodis, ja que no tenia el personal suficient en aquell moment per gestionar la producció directament. Graz va emprar el personal creatiu, va escriure i va dissenyar cada episodi i va dibuixar els guions il·lustrats. El treball de veu es va realitzar mitjançant estudis canadencs i es va contractar l'estudi sud-coreà AKOM per animar els episodis. X-Men s'havia d'estrenar originalment durant el cap de setmana del Dia del Treball al setembre; a causa dels retards de producció, es va desplaçar fins a finals d'octubre. Quan l'equip d'animació AKOM va entregar el primer episodi, contenia centenars d'errors d'animació, que AKOM es va negar a arreglar. A causa de les restriccions de temps, l'episodi es va publicar de forma inacabada. El segon episodi es va entregar just abans del termini, amb 50 escenes desaparegudes i només un sol dia reservat per a l'edició. L'episodi en dues parts "Night of the Sentinels" es va emetre originalment com a "previsualització fantàstica" el 31 d'octubre.
A causa dels retards en la producció i dels errors d'animació en aquests dos episodis, Fox va amenaçar amb trencar el contract amb AKOM. Quan Fox va emetre el pilot a principis de 1993, s'havien corregit els errors. La sèrie va obtenir millors ressenyes durant la seva primera temporada, i es va renovar per una segona temporada de 13 episodis. Al llarg de la sèrie, els productors van haver de tractar temes de control de qualitat, incloent intents de reduir costos, peticions de canviar el to de la sèrie a una cosa més apta per a nens i integrar joguines que després és venien.
La sèrie estava prevista inicialment per tenir una durada de 65 episodis. Atès el seu èxit i la fallida de Marvel, Saban va finançar els episodis addicionals, per més d'una temporada. Philippine Animation Studio Inc. i Hong Ying Animation també van aportar part de l'animació.

## Sinopsi
La sèrie presenta els X-Men similars en aparença i alineació dels primers X-Men dibuixats per Jim Lee (concretament, el Blue Team establert en els primers temes de X-Men, compost per Cíclop, Wolverine, Astuta, Tempesta, Hank McCoy, Gàmbit, Jubilee, Jean Grey, professor X, així com un personatge original, Morph (una adaptació del membre anterior de X-Men Changeling, degut a problemes de drets, recuperat posteriorment per a Apocalypse Age i els Exiles). Els noms dels personatges s'han traduït de formes diverses en les poques versions que ha tingut en aquesta llengua.
La sèrie tracta temes socials, inclosos el divorci ("Proteus"), el cristianisme ("Nightcrawler" i "Bloodlines"), l'Holocaust ("Enter Magneto", "Deadly Reunions", "Days of Future Past" i "The Phalanx Covenant") i la histèria contra la sida ("Time Fugitives") i els sentiments de solitud ("No Mutant Is an Island"). La televisió es va satiritzar en els episodis "Mojovision" i "Longshot".
X-Men es va encreuar amb la sèrie animada Spider-Man, quan Spider-Man busca l'ajuda dels X-Men per evitar la seva mutació progressiva. En la forma abreviada de la història de les Secret Wars, Beyonder i Madame Web van seleccionar Spider-Man per dirigir un equip d'herois incloent Storm contra un grup de malvats. Una versió anterior de "Secret Wars" implicava tots els X-Men, però el transport de la veu llançada des del Canadà a Los Angeles, on es basava la producció per a la sèrie d'animació Spider-Man, havia estat massa costós en els creuaments anteriors, de manera que l'episodi va ser reescrit per incloure només Storm, l'actriu de la qual, Iona Morris, vivia a Los Angeles. Hulk i She-Hulk van ser exclosos dels episodis perquè la sèrie Incredible Hulk que presentava els personatges s'estava emetent a la xarxa rival UPN.
La primera temporada va posar els X-Men en conflicte amb els conspiradors humans que construïen robots Sentinels exterminadors de mutants, Magneto i els seus intents d'iniciar una guerra mutant-humana i els poderosos plans mutants d'Apocalypse per erradicar els febles, tant humans com mutants per igual. Altres narracions inclouen la mort de Morph, membre del X-Men, a mans de Sentinels, l'encarcerament de Beast i un intent d'assassinat al senador estatunidenc Kelly per part dels esmentats seguidors d'Apocalypse per capgirar el sentiment humà contra els mutants.
La segona temporada veu Cyclops i Jean casar-se i convertir-se en els blancs de Mister Sinister, que espera utilitzar la combinació genèticament perfecta del seu ADN per crear un exèrcit de mutants obedients. Morph torna, havent estat rescatat per Sinister i rentat al cervell. La temporada també presenta la creixent ruptura entre humans i mutants, encapçalats pels Amics de la Humanitat, un grup anti-mutants que dirigeixen la persecució de tots els mutants. Apocalypse també torna, desenvolupant una plaga mortal de la qual es culpa als mutants, alimentant l'odi mutant. Al llarg d'aquesta temporada, hi ha una narració paral·lela del professor X i Magneto perduts a la Savage Land.
La tercera temporada se centra en la força còsmica, el Phoenix, que es fusiona amb Jean Grey i, finalment, la converteix en el malèvol i poderós Dark Phoenix. La temporada també va presentar l'Imperi Shi'ar que vol aturar el Dark Phoenix, incloent Lilandra i Gladiador. Altres narracions inclouen la introducció de l'antiga amant de Wolverine convertit en mercenària, Lady Deathstrike, l'antic membre dels X-Men Iceman, i el malvat Shadow King.
Tot i que la majoria de les històries de la sèrie són originals, diverses històries i esdeveniments dels còmics estan adaptats a la sèrie.

## Repartiment de veu
L'actuació de veu original de la sèrie es va gravar als estudis de Toronto, amb Dan Hennessey exercint de director de veu. Els actors de veu de Toronto ja havien estat utilitzats per als dibuixos animats de Marvel Comics dels anys 60.
Doblada al valencià, va començar a emetre's en Punt Dos (2002), però aviat va passar als matins de Canal Nou (2002-2003).
| Personatge        | Veu original                     | Veu en valencià |
| ----------------- | -------------------------------- | --------------- |
| Llobató           | Cathal J. Dodd                   | Berna Llobell   |
| Tempesta          | Iona Morris / Alison Sealy-Smith | Isabel Requena  |
| Béstia            | George Buza                      | Aureli Delgado  |
| Lilandra Neramani | Camilla Scott                    | Tica Grau       |

## Recepció
La sèrie va tenir un èxit de crítica i comercial. Juntament amb Batman: The Animated Series, el seu èxit va ajudar a publicar nombrosos programes de còmics a la dècada de 1990.
Inicialment, X-Men va obtenir puntuacions molt altes per a un dibuix animat de dissabte al matí i, com Batman: The Animated Series, va rebre un gran elogi crític per la seva representació de moltes històries diferents dels còmics. Haim Saban va aprofitar l'èxit de la sèrie per vendre el seu següent projecte a Fox, la sèrie d'acció en directe, Mighty Morphin Power Rangers.
Ha estat reconegut com a pioner en l'elaboració d'històries madures i serialitzades per a una sèrie d'animació, així com a l'obertura del llargmetratge del 2000 X-Men. El 2009 IGN Entertainment va considerar X-Men com la 13a millor sèrie animada de tots els temps en la seva llista de les 100 millors.

## Alliberament
La sèrie animada X-Men està disponible actualment al servei de streaming de Disney+, que es va publicar el 12 de novembre de 2019.

## Llegat

### Sèries derivades

#### X-Men Aventures
X-Men Adventures va ser una sèrie derivada de còmics de la sèrie d'animació. A partir del novembre de 1992, va adaptar les tres primeres temporades; a l'abril de 1996, es va convertir en Aventures of the X-Men, que contenia històries originals ambientades dins de la mateixa continuïtat. El còmic va durar fins al març de 1997, poc després de la cancel·lació de la sèrie per part de Fox Network.
El volum 5 de l'Official Handbook of the Marvel Universe AZ Hardcovers enumera els dibuixos animats X-Men com a part del multivers Marvel, situat a la Terra-92131. A més, el futur infestat per la plaga que Bishop va intentar evitar a la segona temporada es classifica com a Terra-13393 mentre que l'univers on Cable troba la cura immediata de la plaga apareix catalogat com a Terra-121893.

#### Videojocs
- X-Men Cartoon Maker: el joc per a PC X-Men Cartoon Maker era un paquet de programari recreatiu que permetia a l'usuari crear animacions amb un nivell mínim de sofisticació mitjançant la utilització d'una biblioteca de teles de fons, animacions i efectes de so de l'espectacle. Wolverine i Storm (només de veu) són personatges de suport a l'usuari.
- Capcom VS. Sèrie: els personatges de la sèrie van ser llicenciats per Capcom i van ser la inspiració del videojoc X-Men: Children of the Atom, que al seu torn seria la base de la subsèrie Marvel vs. Capcom de videojocs. La majoria dels actors de veu que van fer les veus de la sèrie van tornar a prendre els seus papers per al videojoc.[27] Capcom continuaria utilitzant aquests personatges molt després de cancel·lar-se l'espectacle abans de perdre els drets per crear jocs electrònics basats en Marvel a Electronic Arts el 2001. Capcom, però, aconseguiria els drets el 2008 i va alliberar Marvel vs. Capcom 3: Fate of Two Worlds el 2011.

#### X-Men '92
La sèrie de còmics X-Men '92, un dels nombrosos títols vinculats a l'esdeveniment Secret Wars de 2015 de Marvel i posteriors es va estrenar en el seu segon volum com a sèrie contínua a principis del 2016, protagonitzada per membres de la realitat del programa de televisió.

### Previously on X-Men
El 2017, el desenvolupador i showrunner de sèries Eric Lewald va publicar el llibre Previously on X-Men: The Making of an Animated Series (Prèviament a X-Men: el Making of d'una sèrie d'animació), que presenta les seves entrevistes a 36 membres de la plantilla i el repartiment de veu darrere de la sèrie de televisió, així com les experiències personals de Lewald sobre el desenvolupament i producció de sèries.

### En cinema
La sèrie es va acreditar com a responsable del desenvolupament inicial de la pel·lícula X-Men del 2000. El propietari de la 20th Century Fox, propietari de la xarxa de difusió de la sèrie (Fox Kids), va quedar impressionat per l'èxit del programa de televisió, i el productor Lauren Shuler Donner va comprar els drets de la pel·lícula per a ells el 1994. L'èxit de la pel·lícula va suposar l'inici d'una franquícia de pel·lícules que inclou una sèrie de seqüeles, preqüeles i sèries derivades durant dues dècades fins al 2020, quan la franquícia va arribar a la seva fi a causa de l'adquisició de Disney de Fox amb els drets dels personatges tornant a Marvel Studios per obtenir el control d'aquests personatges.

## Drets
El 2019, l'immigrant hongarès Zoltan Krisko va presentar una demanda contra la cançó temàtica de la sèrie, afirmant que la cançó era un plagi de la cançó temàtica de la sèrie de televisió aventura hongaresa Linda de 1984-1991 que va ser composta per Gyorgy Vukan.

## Revival
El productor i director Larry F. Houston va contactar amb Disney, propietaris dels drets dels personatges, per mostrar la disponibilitat per continuar la sèrie. L'actor Cal Dodd (doblador de Wolverine) va assenyalar que "no s'està fent res" en aquest moment.